# Autovía del Nordeste

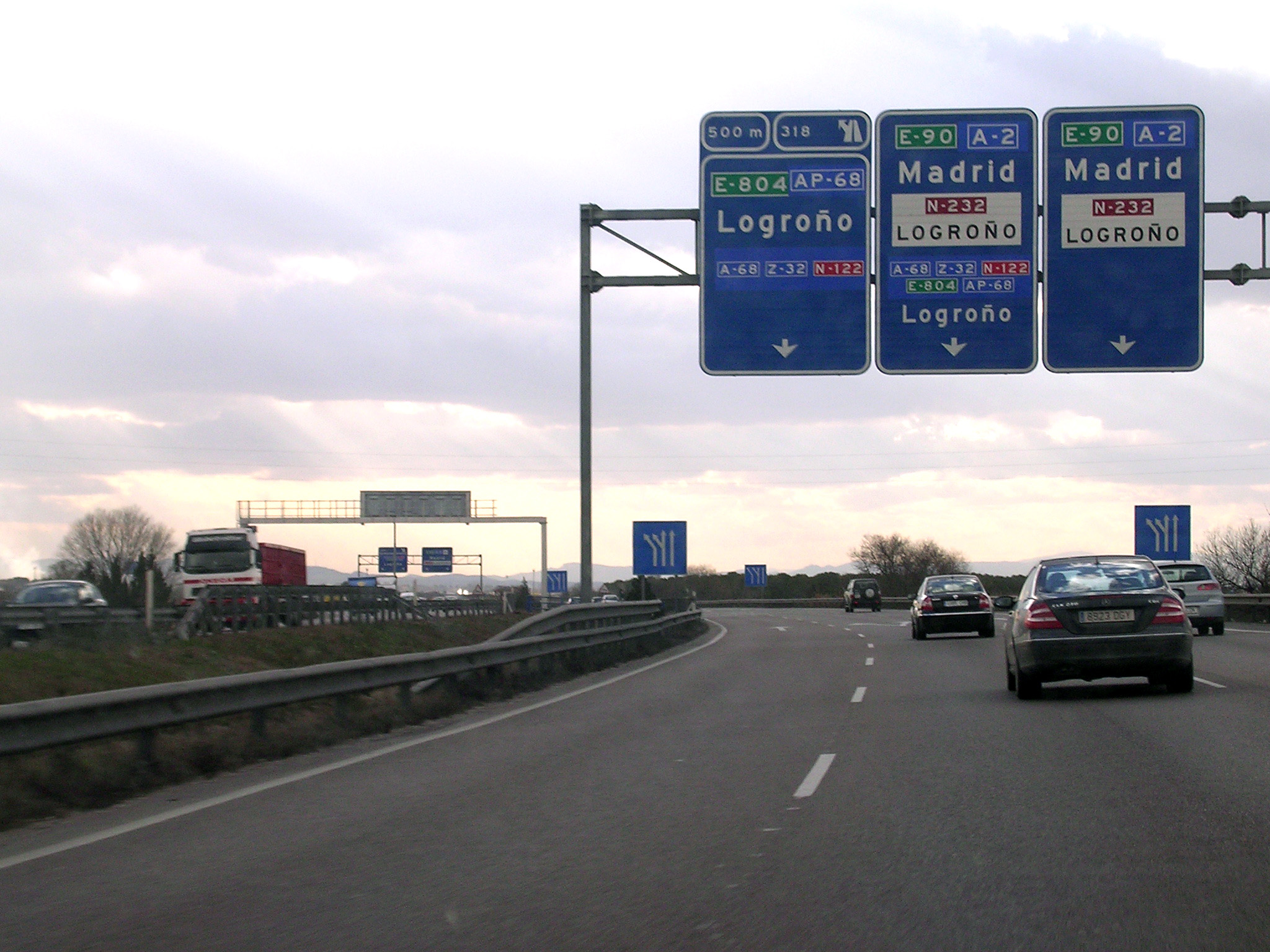
Via rápida do Nordeste a passagem por Zaragoza

A via rápida do Nordeste (Autovía del Nordeste) ou A-2 é uma das seis vias rápidas radiais de Espanha e comunica Madrid a El Pertús passando por Guadalajara, Zaragoza, Lérida, Barcelona e Gerona entre outras localidades. Esta via canaliza, servindo-se do troço La Junquera - Barcelona da Autovía del Mediterráneo, em grande medida o tráfego procedente de todos os ponto da Europa que se situam a este dos Pirenéus e que se dirige, principalmente, ao centro da Península Ibérica incluindo Portugal. Embora que, por outra parte, a Autovía del Norte é o melhor acesso da Península desde do oeste dos Pirenéus.

## Características
A A-2 têm troços de via rápida: o troço Madrid - Alfajarín e o troço de Fraga (Huesca) - (Barcelona). O troço entre Alfajarín e Fraga não é uma via rápida embora que está em estudo a sua transformação em via rápida; o estudo que se iniciou a 10 de Junho de 2005 e este troço têm um comprimento de 91 km. Até ao Governo de José Luis Rodríguez Zapatero não havia considerado a sua construção. O troço Alfajarín-Fraga e os troços existentes entre Barcelona e El Pertús que não são via rápida, são troço de estrada nacional normal que formam parte da antiga N-II. Têm um comprimento de 68 km entre Caldes de Malavella e Sant Andreu de Llavaneres, entre Caldes de Malavella e La Jonquera de 62 km em projeto, e 10 km em serviço e o troço Mongat - Mataró uns 30 km. Neste ano de 2007 foi inaugurado o troço Girona-Caldes de Malavella uns 10 km de comprimento.
O primeiro troço desta via que vai de Madrid a Zaragoza e foi também o primeiro a abrir, em sua maioria em 1990 pelo que completamente em 1991. Inicia-se em paralelo ao rio Henares pelo seu corredor e também a linha de alta velocidade (AVE) Madrid - Zaragoza e a R-2 com a qual conflui próximo de Guadalajara. Mais tarde, uma vez passada sobre Castela-La Mancha, toma como referência o rio Jalón da qual se desvia posteriormente para dirigir a capital aragonesa. Até Zaragoza se serve da antiga N-II e a partir de Zaragoza se serve do troço isento da AP-2 até Alfajarín. Com a nova denominação de vias rápidas e auto-estradas de 2003 este troço é parte da A-2; se construiu com o resto da AP-2 entre 1974 e 1979. Este primeiro itinerário da A-2 termina no lanço 340 da A-2 em Alfajarín. A A-2 não voltará a "aparecer" até quase ao limite de Aragão com a Catalunha em Fraga. A partir de Alfajarín a A-2 é a AP-2 e como alternativa da AP-2 entre Alfajarín e Fraga está na N-II.
A partir de Fraga e até à entrada de Barcelona, a antiga estrada nacional radial N-II terá vindo a ser desdobrado para continuar a A-2 e terá seguido um traçado distinto ao da AP-2. A A-2 recomeça na variante de Fraga, que finaliza-se no ano de 2003, embora que o troço até Lérida e na sua correspondente variante que tinha sido terminado, em 1996. Desde Lérida até Tárrega se abriu em 1992, e de Tárrega a Cervera em 1993.
O troço de Cervera a Santa María de Camí (Barcelona) suscutou muita polémica devido à "Opção Norte", projetada pelo então Ministro de Obras Públicas Josep Borrell em 1992. No ano de 1999 a Audiência Nacional paralisou as obras que durou até 2001, quando se poderiam retomar mas com muitos atrasos. Finalmente, se pode cortar a fita deste troço em 29 de Julho de 2004, quase 12 anos depois do seu projeto.
Desde Santa María del Camí até Igualada se inaugurou em 2001 então que o troço desde Igualada até Martorell já estavam em funcionamento desde 1990. No ano de 1998 colocou-se em serviço o eixo de Llobregat, o último troço da A-2, antes de chegar à Cidade do condado. Entre Barcelona e França é uma via rápida entre Barcelona - Mongat, entre Mataró - Sant Andreu de Llavaneres e C. de Malavella - Girona.